# Parafia Ewangelicko-Augsburska w Gliwicach
Parafia Ewangelicko-Augsburska w Gliwicach – parafia Kościoła Ewangelicko-Augsburskiego w RP, w diecezji katowickiej. W 2015 liczyła 504 wiernych.

## Historia
Początki ewangelicyzmu na Górnym Śląsku sięgają czasów Reformacji. Pierwszy zbór ewangelicki powstał w Tarnowskich Górach w 1531 r. i obejmował on także ewangelików gliwickich.
Pierwsza wzmianka o społeczności ewangelickiej w Gliwicach pochodzi z 1790 roku. Oficjalne uznanie parafii przez władze nastąpiło 14 września 1809 r. W latach 1804–1872 nastąpił bardzo szybki rozwój parafii. Liczba jej członków wzrosła z 351 do 3000. Brali oni aktywny udział we władzach miast, łącznie ze stanowiskiem burmistrza miasta Gliwic.

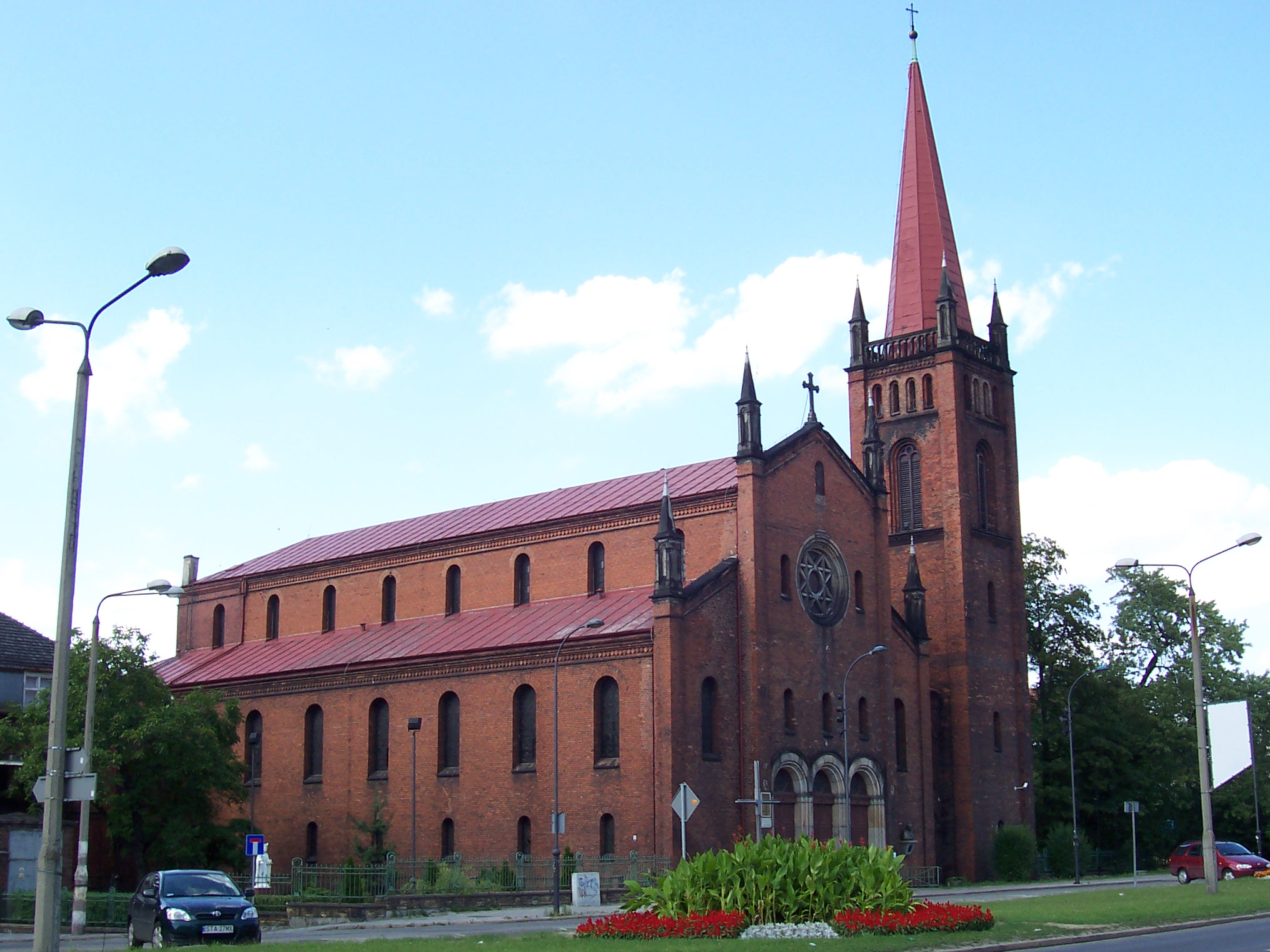
Poewangelicki kościół św. Barbary

Nabożeństwa odbywały się w ratuszu, czasami również w kościele św. Barbary. W roku 1815 władze przekazały ten kościół ewangelikom. Z uwagi na zły stan techniczny kościółka św. Barbary, nieużywanego, zamkniętego przez władze miejskie w marcu 1853 r., w 1856 r. odbyło się wmurowanie kamienia węgielnego pod budowę nowego kościoła ewangelickiego tuż obok rozebranego. W 1859 r. odbyło się poświęcenie nowo wybudowanego kościoła, jeszcze bez wieży. Kościół wraz z wieżą został oddany w roku 1863 – trudności z wybudowaniem wieży wynikały ze słabego, grząskiego podłoża.
W roku 1900 rozpoczęto budowę kolejnych dwóch kościołów ewangelickich: w Gliwicach przy ul. Jagiellońskiej, oraz w Łabędach przy ul. Strzelców Bytomskich. We wrześniu 1902 r. odbyło się poświęcenie obu kościołów.
Pomimo różnych zawirowań dziejowych społeczność ewangelicka w Gliwicach umacniała się i w 1939 r. liczyła już 12 tys. osób. Wykazywała przy tym dużą aktywność społeczną. Prowadziła dom opieki, dom dziecka, 4 szkoły, 2 przedszkola, punkt pomocy dla najuboższych, stację opieki nad bezdomnymi. Prowadziła również swój dom wczasowy.
Po zakończeniu II wojny światowej ewangelicy w Gliwicach przeżywali ciężki okres. Byli prześladowani i zostali pozbawieni swoich kościołów: kościół św. Barbary został przejęty przez przyjezdną ludność rzymskokatolicką i przekazany przez władze państwowe do użytku katolickiego duszpasterstwa wojskowego jako kościół garnizonowy, kościół przy ul. Jagiellońskiej został zabrany przez zakon pallotynów, zaś w kościele w Łabędach wojsko radzieckie urządziło kuźnię.
W 1946 r. w parafii pracę rozpoczął ks. Wilhelm Firla. Nabożeństwa odbywały się w małej salce dawnego Domu Opieki. Parafia w tym czasie liczyła ok. 2 tys. wiernych. W wyniku usilnych starań w 1948 roku zakon pallotynów zwrócił zabrany kościół przy ul. Jagiellońskiej. Po wykonaniu koniecznych remontów, 16 października 1949 roku w Gliwicach i w Łabędach uroczyste nabożeństwo odprawił ks. bp Jan Szeruda.
W maju 1952 roku ks. W. Firla został przeniesiony do Sorkwit na Mazurach. Po nim parafię przejął ks. Alfred Figaszewski, który po 40-letniej pracy w tej parafii w 1992 roku przeszedł na emeryturę. Od 1989 r. - najpierw jako wikariusz a później proboszcz - do konsekracji na biskupa i wprowadzenia w urząd zwierzchnika Kościoła w styczniu 2010 r., pracę duszpasterską w parafii prowadził ks. Jerzy Samiec. Obecnie proboszczem parafii jest ks. Andrzej Wójcik.
Nawiązując do przedwojennej działalności ewangelików na polu społecznym i kulturalnym, z inicjatywy ks. Jerzego Samca w 1995 roku powstało Ewangelickie Towarzystwo Edukacyjne, które powołało społeczną szkołę podstawową, gimnazjum i liceum ogólnokształcące, natomiast w latach 2003-2012 parafia prowadziła Dom Gościnny Księżówka w Wiśle, który służył całej wspólnocie Kościoła jako Dom Rekolekcyjny.

## Obiekty sakralne

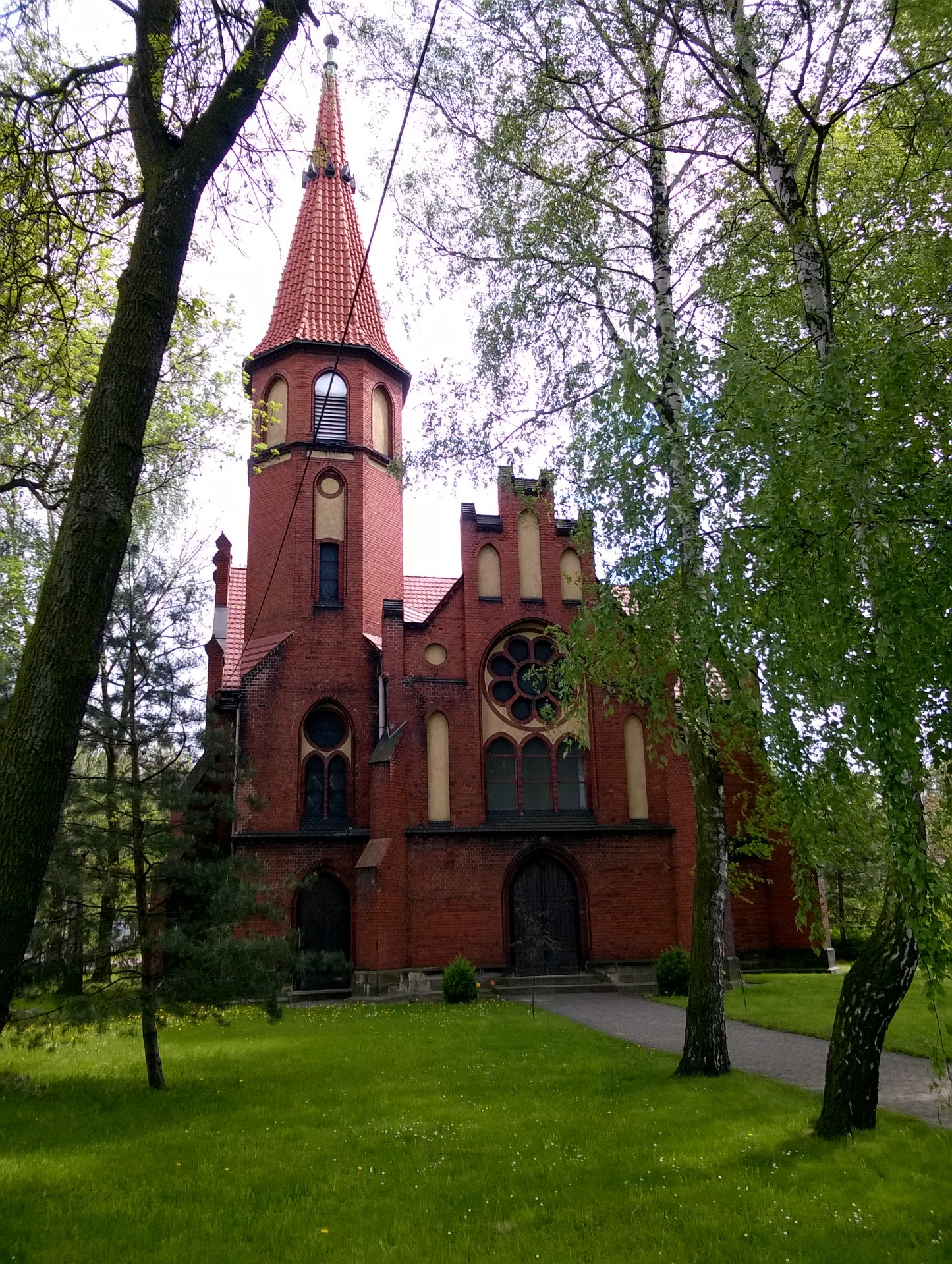
Kościół Marcina Lutra w Łabędach

- Kościół Zbawiciela – Gliwice, ul. Jagiellońska 19
- Kościół Marcina Lutra – Gliwice-Łabędy, ul. Strzelców Bytomskich 18
- Kaplica – Gliwice-Żerniki, ul. Śniadeckich 7

## Działalność
Gliwicka parafia, poza normalną działalnością parafialną, jest zaangażowana w następujące działania:
- "Po Prostu" – codzienną, półgodzinną (do kwietnia 2011 trwała ona godzinę) audycję radiową, tworzoną przy współpracy Centrum Misji i Ewangelizacji od 2003 r., emitowaną o godzinie 21:00 w radiu CCM.
- Szkoła Podstawowa, Gimnazjum i Liceum Ogólnokształcące Ewangelickiego Towarzystwa Edukacyjnego w Gliwicach – działające w obiekcie parafialnym od 1995 roku.
- Dni Ewangelizacji odbywające się co roku we wrześniu.
- Chrześcijańską Telewizję Internetową - ewangelizacyjny kanał nadający w serwisie YouTube współtworzony z parafią Bytom-Miechowice.